# Kaissàtskoie
Kaissàtskoie (en rus: Кайсацкое) és un poble de l'óblast de Volgograd, a Rússia, segons el cens del 2010 tenia 1.924 habitants. Pertany al districte municipal de Pal·làssovka.